# Гончаренко, Олег Георгиевич
Олег Георгиевич Гончаренко (18 августа 1931, Харьков, Украинская ССР, СССР — 16 декабря 1986, Москва, РСФСР, СССР) — советский конькобежец, 3-кратный чемпион мира и 2-кратный серебряный призёр в классическом многоборье, 2-кратный чемпион Европы и серебряный призёр в многоборье, 2-кратный бронзовый призёр зимних Олимпийских игр, 2-кратный чемпион СССР и 4-кратный серебряный призёр в многоборье, 3-кратный чемпион СССР на отдельных дистанциях (1956 - 5000 м, 1954, 1956 - 10000 м) и 11-кратный призёр, многократный рекордсмен СССР. Заслуженный мастер спорта СССР (1953) и тренер. Член КПСС с 1953 года. Выступал за ВФСО "Динамо" (Харьков) и ВФСО "Динамо" (Москва).

## Биография
Олег Георгиевич родился в Харькове, где прошли его детство и юность. Его отец Георгий Игнатович был отличным спортсменом, а мать Клавдия Сергеевна, занималась коньками и была чемпионкой Украины по велоспорту. В пять-шесть лет он впервые встал на "снегурки", а чуть больше, чем через год начал хорошо кататься на них. 
Юный Олег часто наблюдал, как по стадиону наматывают круги конькобежцы, среди них была и мама. Однажды она упала на тренировке и сломала руку. Её увезли в больницу и он надел её коньки, которые были по размеру больше. Однако сразу почувствовал скорость и плавность хода беговых коньков.
Ему было десять лет, когда началась война, отец ушёл на фронт и осенью 41-го пропал без вести под Киевом… Они с мамой хотели эвакуироваться, но вокзал разбомбили, им пришлось вернуться домой и провести в оккупации долгие мучительные месяцы голода, унижения и страха, пока Красная армия не освободила город. После освобождения к ним пришёл известный конькобежец Гизгизов (в 1944 погиб) и оставил много альбомов с фотографиями знаменитых конькобежцев.
15-летним парнишкой он пришёл впервые на занятия динамовской секции к тренеру Владимиру Иосифовичу Желубовскому, страстному любителю конькобежного спорта. Зимой 1947 года Гончаренко впервые участвовал на первенстве Украинской ССР среди юношей и стал чемпионом в сумме многоборья. Правда следом чемпионат страны среди юниоров он провалил, заняв 21-е место. Летом Олег начал заниматься велоспортом и выиграл юношеское первенство Украины по велокроссу и в шоссейной гонке. 
После школы он поступил в Харьковское пожарно-техническое училище и несколько лет тренировался без тренера, сам придумывал для себя конькобежные упражнения. Он выступал и как легкоатлет и как велосипедист, участвовал в состязаниях баскетболистов, волейболистов, и везде преуспевал. В возрасте 19 лет выиграл чемпионат "Динамо" и стал участвовать в чемпионатах СССР. 
В 1951 году на чемпионате СССР в забеге на 10 000 метров Олег бежал в паре со своим бывшим тренером Желубовским и одержал победу, выиграв впервые "бронзу". По итогам чемпионата он выполнил норматив мастера спорта. Летом 1951 года, выступая за сборную "Динамо", он стал серебряным призёром чемпионата страны по велоспорту в трековой командной гонке преследования на 4 километра, уступив команде ВВС. 
Но конькам предпочтенье было больше. По итогам Всесоюзного чемпионата его зачислили кандидатом в сборную страны к тренеру Евгению Сопову. В Харькове необходимых условий для совершенствования мастерства в этом виде спорта не было, тогда Олег попросил Константина Кудрявцева, чтобы тренер взял его к себе. Осенью он окончил учёбу в училище, стал офицером и был направлен в Московскую область. В 1952 году стал тренироваться в Москве у Кудрявцева.
Переломным моментом для молодого спортсмена стал 1953 год. В январе он стал серебряным призёром на чемпионате СССР в многоборье. В том году советская команда впервые с 1948 года приняла участие на чемпионате мира в Хельсинки. Помимо Гончаренко в чемпионате участвовали Борис Шилков, Владимир Сахаров и Валентин Чайкин. Олег Гончаренко выиграл дистанции 5000 и 10000 м, стал вторым на 1500, и выиграл по сумме многоборья, став первым советским чемпионом мира. 
После победы на чемпионате мира 1953 года в Хельсинки, Олег Гончаренко стал очень популярным. Он получил множество поздравительных телеграмм из-за границы и из Советского Союза. В том числе он получил короткую поздравительную телеграмму от легендарного норвежского конькобежца Оскара Матисена. Эту телеграмму Гончаренко хранил до конца жизни.
В 1954 году дебютировал на  чемпионате Европы в Давосе, где занял 4-е место в сумме многоборья и стал серебряным призёром на чемпионате мира в Саппоро. В марте поднялся на 2-е место на чемпионате страны в абсолютном зачёте. Через год Гончаренко вновь был серебряным призёром на чемпионате мира и на 
первенстве Европы.
На Зимних Олимпийских играх в Кортина-д’Ампеццо в 1956 году Олег Гончаренко был знаменосцем советской команды и завоевал две бронзовые медали на дистанциях 5000 и 10000 метров. Сразу после игр участвовал на чемпионате мира в Осло и на чемпионате СССР, где выиграл "золото" на обоих турнирах. На европейском первенстве занял 5-е место.
В 1957 году он выигрывал звание чемпиона Европы, на первенстве СССР был вторым, а на чемпионате мира финишировал на 4-м месте. В 1958 году он одержал победы во всех турнирах: выиграл первенство Европы в Эскильстуне, первенство мира в Хельсинки, занял первое место в матче Москва Норвегия, стал чемпионом РСФСР и чемпионом СССР.
В 1959 году сборная выступила плохо, и сам Гончаренко был шестым на чемпионате Европы и седьмым на мировом первенстве. Но спасла 1-я зимняя Спартакиада РСФСР, которая всколыхнула многотысячную массу конькобежцев страны. В 1960 году он занял 2-е место на чемпионате СССР в многоборье, однако на чемпионате Европы занял 6-е место, а на первенстве мира 9-е место.
Гончаренко участвовал также в Зимних Олимпийских играх 1960 года в Скво-Велли, но занял лишь шестое место на дистанции 5000 метров. На следующий год результаты стали ещё хуже, 4-е место на чемпионате страны, 8-е на чемпионате Европы и 12-е на мировом первенстве. В 1962 году Гончаренко закончил свою карьеру конькобежца.

Могила на Кунцевском кладбище

## Личная жизнь и семья
Олег Гончаренко был женат на гимнастке Александре Алексеевне Гончаренко, с которой познакомились в гимнастическом зале "Динамо". 29 марта 1953 года в загсе Дзержинского района города Харькова они стали мужем и женой. Правда свадьбу сыграли только в мае, после приезда Олега со сборов. Умер в 1986 году в возрасте 55 лет после тяжёлой болезни. Похоронен на Кунцевском кладбище (10 уч.).

## Награды
- орден Ленина (27.04.1957) — «за успехи, достигнутые в деле развития массового физкультурного движения в стране, повышения мастерства советских спортсменов, и успешное выступление на международных соревнованиях»
- удостоен звания почётный гражданин городов Денвер и Осло.

## Книги
Автор автобиографической книги:
- "Повесть о коньках" (1985)